# Europäischer Investitionsfonds

Logo des EIF

Der Europäische Investitionsfonds (EIF), engl. European Investment Fund, mit Sitz in Luxemburg-Stadt wurde 1994 gegründet. Hauptanteilseigner sind die Europäische Investitionsbank (64 %), die EU-Kommission (30 %) sowie verschiedene europäische Banken und Finanzinstitutionen. Das Gründungskapital des EIF betrug zwei Milliarden Euro.

## Aufgaben
Der EIF ist auf Risikokapitalfinanzierungen und Garantien zugunsten von kleinen und mittleren Unternehmen spezialisiert. Dabei gewährt der EIF Finanzierungen nicht direkt an Unternehmen, sondern bedient sich dabei anderer Durchleitungsinstitute wie z. B. privater Banken.
Eine strategische Partnerschaft des EIF besteht mit dem eine Milliarde Euro schweren Innovationsfonds der NATO.

## Organe

Historisches Logo

Der EIF weist drei Organe auf, die seine Geschäftstätigkeit verwalten und steuern:
- die Generalversammlung
- der Verwaltungsrat
- der geschäftsführende Direktor

genaueres: Satzung des EIF Art. 10-21.